# Amberstentrast
Amberstentrast (Monticola erythronotus) är en fågelart i familjen flugsnappare inom ordningen tättingar.

## Utbredning och systematik
Fågeln förekommer enbart i bergsområdet Montagne d’Ambre (Mount Amber) på norra Madagaskar. Den kategoriserades tidigare som underart till skogsstentrast (Monticola sharpei) men urskildes 2016 som egen art av BirdLife International, 2022 av tongivande eBird/Clements och 2023 av International Ornithological Congress.

## Status
Amberstentrasten har ett litet utbredningsområde där skogsavverkningar dessutom pågår. Beståndet uppskattas till endast 3300 vuxna individer och minskar långsamt. Den kategoriseras av IUCN som starkt hotad.